# Aphelosaurus
Aphelosaurus lutevensis
Genre
Espèce
Aphelosaurus est un genre éteint de reptiles primitifs du Permien, dont une seule espèce est connue, Aphelosaurus lutevensis.
Cet animal de moins d'un mètre de long est un Araeoscelidia. Ceux-ci sont les plus anciens représentants connus d'un groupe, les sauropsides. Ce groupe rassemble les dinosaures, les oiseaux, les lézards, les serpents et les tortues.

## Publication originale
- Paul Gervais, « Description de l’Aphelosaurus lutevensis, saurien fossile des schistes permiens de Lodève », Annales des sciences naturelles. Zoologie, Paris, Inconnu, vol. 10,‎ 1858, p. 233-235 (ISSN 0150-9322, OCLC 43211156).[1]